# 1919 في البرازيل
فيما يلي قوائم الأحداث التي وقعت خلال عام 1919 في البرازيل.

## سياسة

### تعيين في المنصب
- 28 يوليو – ديلفيم موريرا نائب رئيس البرازيل [الإنجليزية]‏.

### انتهاء فترة المنصب
- 28 يوليو – ديلفيم موريرا رئيس البرازيل.

## رياضة
- 1 يناير – كأس أمريكا الجنوبية 1919

## مواليد

### يونيو
- 14 يونيو – ليندا باتيستا ممثلة برازيلية.

## وفيات

### يناير
- 16 يناير – رودريغز ألفيز (مواليد 1848) سياسي برازيلي.

### يوليو
- 18 يوليو – هابيل غارسيا (مواليد 1864)